# تونس‌اویا
تونس‌اویا (به انگلیسی: Tunisavia) یک شرکت هواپیمایی است که در تاریخ ۱۹۷۴ میلادی تأسیس شده است. دفتر مرکزی تونس‌اویا در تونس، تونس واقع شده‌است و قطب این شرکت هواپیمایی در فرودگاه بین‌المللی تونس قرطاج قرار دارد.